# دوستان خوب
دوستان خوب (با نام پیشین: چون سرو قد کشیدن) یک مجموعه تلویزیونی محصول سال ۱۳۷۳ به کارگردانی فریدون حسن‌پور، نویسندگی مجید موسویان و تهیه‌کنندگی ایرج محمدی می‌باشد که از برنامه کودک و نوجوان شبکه دو پخش شد. این مجموعه در قسمت ۱۳  تهیه شد

## خلاصه داستان
این مجموعه دربارهٔ مشکلات و درگیریهای دو نوجوان به نام‌های سعید و ناصر است که هر بار با حوادثی روبرو می‌شوند.

## بازیگران
- محمدرضا رحیم‌زاده
- امیر نوری
- مریم سعادت
- محمدعلی ورشوچی
- مهران رجبی
- ابراهیم‌آبادی
- افشین آقایی
- اکبر دودکار
- امیر درودیان
- امیر قربانی
- جعفر بزرگی
- حامد کلاهداری
- حسین یارلو
- حمیدرضا افشار
- رضا خندان
- رؤیا امینیان
- سروش خلیلی
- غلامعلی گلچین
- فاطمه صادقی
- فرهاد ملکی
- قاسم پورستار
- محرم بسیم
- محمدتقی شریفی
- مهدی بوستان پرور
- مهرداد نظری
- مهری مهرنیا
- ابراهیم آسانی
- علی عارف زاده

## سایر عوامل تولید
- مدیر تصویربرداری: شاپور پورامین
- برنامه‌ریز و طراح صحنه و لباس: احمد ساکت
- صدابرداران: مرتضی اصلان زاده، فرشید احمدی

## جوایز
- جایزه ویژه هیئت داوران جشنواره پیونگ یانگ[۲]